# Bupleurum andhricum
Bupleurum andhricum är en flockblommig växtart som beskrevs av Madhavan Parameswarau Nayar och Rabindra Nath Banerjee. Bupleurum andhricum ingår i släktet harörter, och familjen flockblommiga växter. Inga underarter finns listade i Catalogue of Life.